# Derekegyház
Derekegyház è un comune dell'Ungheria di 1.815 abitanti (dati 2001). È situato nella contea di Csongrád-Csanád.